# Ozarba punctithorax
Ozarba punctithorax är en fjärilsart som beskrevs av Emilio Berio 1940. Ozarba punctithorax ingår i släktet Ozarba och familjen nattflyn. Inga underarter finns listade i Catalogue of Life.